# Mercaderes (Cauca)
Mercaderes es un municipio de Colombia, situado en el suroeste del país, en el departamento de Cauca. La población fue fundada en 1535, por Juan de Palomino. Limita al este con Bolívar, al norte con Patía y Balboa, al oeste con Leiva y El Rosario, ambos en el departamento de Nariño, y al sur con Florencia y con el municipio de Taminango del departamento de Nariño.
Además de ser conocido como la capital maicera de Colombia, se le reconoce como tierra de artistas, se destacan los maestros Salvador, Emiliano, Otalivar Robles, Jairo Ojeda, los hermanos Motilla, Fredy Pérez, Cruz María Velasco y sus hijos Cuco Velasco y su hermano también músico y luthier Fabio, Martín Ruiz, Amberto Patiño, el pintor Aaron Fuentes y otros más.

## Historia
Más conocido como la capital maicera de Colombia. Este municipio ubicado al sur occidente del territorio Colombiano, fue fundado el 24 de diciembre de 1535 teniendo como principal protagonista al señor Miguel Muñoz, lugarteniente del adelantado Sebastián de Belalcázar y Juan de Palomino o de Ampudia. La meseta de Mercaderes, fue un intercambio de mercados entre los aborígenes, indígenas de Bolívar con su principal producto el oro y los de Arboleda con la sal y productos agrícolas de clima caliente, por lo que derivó su nombre Mercaderes (intercambio o trueque).
En aquella época el país se denominaba Confederación Granadina, esta se dividía en provincias, la provincia en cantones, los cantones en distritos parroquiales, equivalente a los actuales municipios. Su extensión territorial abarca los 641,09 km. cuadrados; tiene una altitud de 1.167 metros sobre el nivel del mar. El municipio de Mercaderes disfruta una temperatura aproximada de 22 °C. Su gente amable y acogedora suma una población de más de 20.000 habitantes en todo el municipio. En el aspecto físico la mayor parte de su territorio es montañoso, sin embargo también cuenta con extensas zonas planas. Esta tierra de gran producción maicera, goza de varios pisos térmicos entre ellos el cálido y el medio, los cuales están distribuidos en distintas zonas de los ríos Mayo, Patangüejo, Patía, San Jorge y San bingo además algunas corrientes menores.

## Geografía

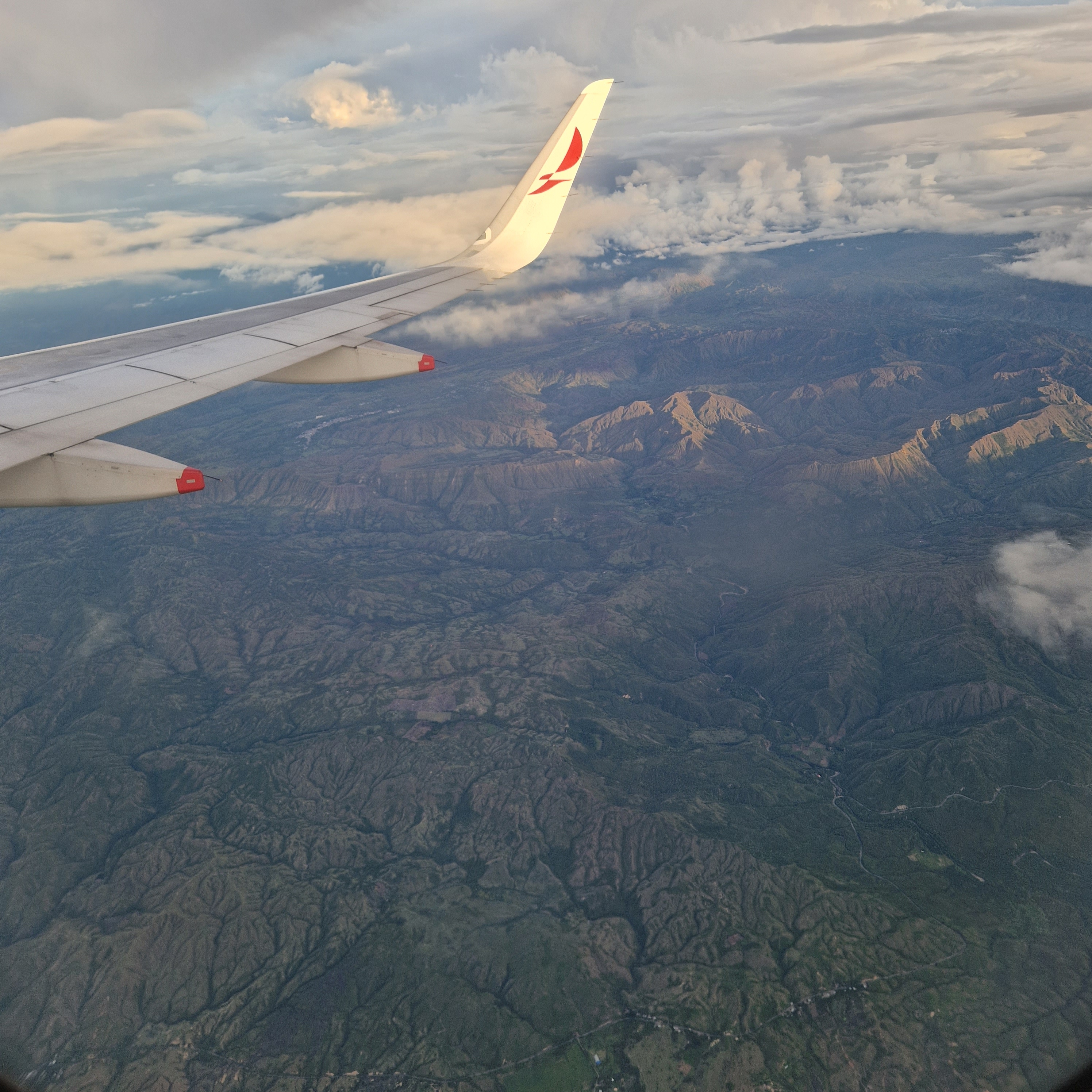
Vista aérea

Para la definición de las unidades climáticas se han tenido en cuenta dos elementos: el mapa de provincias de humedad suministrado por la firma IRH LTDA y los rasgos fotointerpretables que conducen a deducir ambientes climáticos en las imágenes de sensores remotos (fotografías aéreas e imágenes de satélite). Las unidades climáticas aquí definidas tienen como base el sistema adoptado por el CIAF (1997) que combina los pisos térmicos altitudinales y las clases de humedad disponibles, este último parámetro, calculado por el índice de Lang como cociente de la precipitación y la temperatura promedio anual.
La temperatura y la condición de humedad son dos elementos que tienen influencia determinante en los procesos morfodinámicos y pedogenéticos actuales, así como en el desarrollo de la vegetación y actividades agropecuarias. Conforme a la variación altitudinal, en el área de estudio se encuentran los siguientes pisos térmicos: • Frío: entre los 2000 a 3000 m de altitud. • Templado: entre los 1300 a 2000 m de altitud. • Cálido: con altitudes que oscilan entre los 570 a 1300 m. La evaluación de los elementos observables en las imágenes de sensores remotos, tanto en imágenes de satélite como fotografías aéreas han permitido un análisis cualitativo de las condiciones de humedad que se manifiestan en: Unidades climáticas del Municipio de Mercaderes Piso térmico Rangos de temperatura (°C) Provincia de humedad Precipitación media anual (mm) Convención Área (ha) Frío 12-18 Semihúmeda 1000-2000 FsH 310 Templado 18-24 Semihúmeda 1000-2000 MSH 4350 Subhúmeda 500-1000 MSH 1116 Cálido >24 Subhúmeda a secas Tierras frías500-1000 CS 63955.6 Fuente: IRH y Consultoría Colombiana, 2001 semihúmedas (bosque húmedo montano bajo, bh-MB).
Tiene una biotemperatura media entre 12 y 18 °C, un promedio anual de lluvias de 1000 a 2000 mm, ocupando una franja altimétrica entre 2000 a 3000 m en la Cordillera Central y Depresión del Tierras templadas semihúmedas (Bosque húmedoPatía al oriente del municipio. premontano, bh-PM). También hace parte de la franja cafetera con una biotemperatura media aproximada entre 18 y 24 °C, un promedio anual de lluvias de 1000 a 2000 mm. Una parte está en la Cordillera Central y la otra en la Tierras templadas subhúmedas (bosque seco premontano,Depresión del Patía. bs-PM). Con una biotemperatura media anual entre 18 a 24 °C, un promedio anual de lluvias de 500 a 1000 mm y un rango altimétrico entre los 1300 a 2000 metros. Tierras cálidas subhúmedas a secas (bosque seco tropical, bs-T y bosque muy seco Tropical, bms-T).
El bosque muy seco tropical tiene una biotemperatura media anual superior a los 24 °C y un promedio anual de lluvias entre 500 y 1000 mm. Ocupa parte de la Depresión del Patía al occidente del municipio. 
Al occidente del municipio esta la vía Panamericana que comunica los departamentos del Cauca y Nariño.

## División Político-Administrativa
Además de su Cabecera municipal. Mercaderes tiene bajo su jurisdicción los siguientes Centros poblados:
- Arboledas
- Buenos Aires
- Curacas
- El Bado
- El Cangrejo
- El Cocal
- El Pilón
- Esmeraldas
- Esperanzas de Mayo
- La Despensa
- Los Llanos
- Mojarras
- Pueblo Nuevo
- San Joaquín
- San Juanito
- Sombrerillos
- Tabloncito

## Ecología
El río Patía forma parte de la gran Cuenca Hidrográfica del mismo nombre con un área de influencia de 288 035 ha (Diagnóstico Forestal Región Alto Patía, 1993) hacia la cual fluyen los demás afluentes, en orden de importancia el río Sambingo, El río Mayo, el río San Jorge y el río Hato Viejo este último de gran importancia porque suministra el agua que abastece el acueducto de la Cabecera Municipal y 16 Veredas adyacentes.
El patrón de drenaje de las microcuencas y subcuencas en general es dendrítico caracterizado por mostrar una ramificación en forma arborescente, ya que sus tributarios se unen al cauce principal formando un ángulo recto.
El Plan Agropecuario Municipal de Mercaderes formulado en 1993 registra cuatro grandes microcuencas que drenan sus corrientes a la cuenca del río Patía, con un área de influencia de 7400 Hectáreas. La microcuenca de mayor importancia corresponde a la del Río Hato Viejo no solamente por la utilización de sus aguas para el acueducto regional sino por poseer el mayor número de afluentes y por ende presentar mayor caudal. 

### Cuencas y Microcuencas
Subcuenca del Río Sambingo: Pertenece a los municipios de Bolívar y Mercaderes. Comprende una extensión de 59.980 ha, con un relieve de laderas y montañas escarpadas, con afloramientos rocosos, pendientes entre 40 y 60 % y mayores de 60 %, pisos térmicos frío y muy frío.
Las fuertes pendientes del cauce, lo estrecho del lecho y el caudal (mínimo 2000 L/s., y máximo 30 000 L/s.) formando amplias áreas de drenaje, le dan al río Sambingo un potencial hidroeléctrico en gran escala y susceptible de aprovecharse.
La parte media de la subcuenca presenta relieves de laderas de montaña escarpadas y fuertemente quebradas con presencia de cenizas volcánicas, pendientes entre 20 y 60 % y mayores de 60 %, con pisos térmicos templado y frío.
Al río Sambingo en su tramo medio le entregan las aguas las quebradas Letreros, Rodrigo, Yunguilla y Mazamorras. La parte baja de la subcuenca presenta un relieve formado por laderas de montaña, de formas complejas, suelos muy superficiales, pedregosos y rocosos, colinas con pendientes moderadas y suelos superficiales a moderadamente profundos, pendientes entre 20 y 60 %, pisos térmicos cálido y templado.
El área de la subcuenca se encuentra afectada por las fallas geológicas del Romeral, San Francisco y los Capachos.
En la subcuenca del río Sambingo se encuentran localizadas las poblaciones de Cerro Bolívar, San Miguel, Mazamorras, Milagros, Charguayaco, La Esperanza, San Lorenzo, Esmeraldas, Los Llanos, San Joaquín, Sombrerillos, Florencia y Cerro Pelado, las cuales de sus afluentes hacen uso de las aguas para acueductos y pequeños sistemas de riego en las fincas.
Los principales afluentes de la subcuenca que a su vez dan origen a las microcuencas respectivas son las quebradas de Hato viejo, Dantas, Sachamates y Las Palmas. El caudal de la quebrada Sachamates es intermitente, en épocas de verano se seca completamente y en invierno es caudalosa, causando daños en las áreas aledañas.
Subcuenca Río Patía: Conformada por dos áreas diferentes, una perteneciente a la vertiente oriental de la cordillera occidental, de laderas de montaña y planicies aluviales escarpadas, suelos superficiales, pedregosos, con pisos térmicos cálido, templado y frío. Con áreas de vegetación xerofítica en las microcuencas de las quebradas la Despensa, Mojarras, Cazasapos y en áreas aledañas al río Patía, esta, forma parte de la meseta de Mercaderes, el Valle del Guachicono, Valle del Patía y zonas muy secas, tropical y media seca.
En el área de la subcuenca que baña al municipio de Mercaderes se encuentran localizadas las siguientes poblaciones: Las Delicias, Mojarras, Mercaderes, Casa Fría, Carbonero, La Despensa, San Jacinto, El Pilón y El Rosario. Cerca del límite con el departamento de Nariño, en una prolongada recta de la vía Panamericana, y del puente sobre el río Mayo, esta la población de Esperanzas del Mayo.
Tiene como tributarios las quebradas que a su vez conforman las microcuencas respectivas y que son: Las quebradas Cangrejos, Tinajas, Mojarras, Bonilla, El Silencio, Cazasapos, La Paila, La Monjita, El Plan de Galíndez, Matacea, La Estancia, La Despensa, cuyas aguas son utilizadas para acueductos y pequeños sistemas de riego en las fincas.
Subcuenca del Río Mayo: Es uno de los más grandes e importantes afluentes de la vertiente oriental del río Patía; nace en la cordillera central y posee una gran área de drenaje que le aporta un caudal grande y muy estable. Pertenece a los municipios de Mercaderes en el Cauca y Taminango, San Lorenzo y Arboleda en Nariño. Su relieve está formado por laderas de montaña quebradas a escarpadas, pisos térmicos cálido, medio y frío.

## Economía
A mediados de 1950, los Paisas (Colombia) llegaron a Mercaderes, procediendo a invadir terrenos de propiedad del señor Evaristo Gilon, ubicados en el sector de la Playa, Marañón y Carbonero, estos corregimientos antes nombrados cubiertos por grandes montañas de granadillo, arrayan, guayabo y Salsafrax – maderas de óptima calidad en la región- las que fueron derribadas para el cultivo del maíz, producción que año tras año fue incrementándose en todo el municipio, debido al empuje paisa y al tesón de los pobladores nativos. En la década de 1960 Mercaderes fue declarado como el primer productor del maíz a nivel nacional, y desde entonces conocido como LA CAPITAL MAICERA DE COLOMBIA.
En ese entonces abundaron las cosechas, el trabajo, la comida; el dinero circulaba y el comercio funcionaba a la perfección, se desconocía la modalidad de atracos en caminos y carreteras, no existían grupos armados ni traficantes de coca; los domingos día de mercado sobraban obreros que llegaban en busca de trabajo, incluso nariñenses, para ocuparse de las cosechas de maíz.
Las conversaciones de unos y otros giraban en torno a la producción del grano (maíz); la economía cabalgaba en hombros de agricultores, obreros, arrieros y guisanderas.
Los caminos en temporadas de cosecha estaban invadidos por recuas de mulas que, cargadas de maíz, llegaban a la capital maicera de Colombia por los cuatro puntos cardinales de mercaderes.
Todo el cargamento de maíz era transportado a lomo de mula al pueblo, dejando almacenado toda la producción en distintas bodegas para que luego llegaran los camiones a recoger el grano; por las calles a diario se observaba esta cotidianidad.
Año tras año se vivió un ambiente de relativa prosperidad social, hasta que el cultivo de maíz poco a poco fue decayendo en su producción en razón de las largas temporadas de sequía, motivo por el cual los paisas optaron por retirarse del territorio.
Otras causas que también influyeron en este factor fue el deterioro de las montañas que se derribaron en un principio para la siembra de maíz, la tierra fue perdiendo notoriamente su fertilidad hasta que se agotaron los nutrientes del suelo; todo esto se reflejó y se refleja en el poco rendimiento de las cosechas. Quizá debido a la acción de las quemas para deshacerse de las malezas de una siembra a otra, y el factor climático, que fue haciendo presencia en prolongadas y periódicas sequías por todo el municipio.

## Límites del municipio
El municipio de Mercaderes se encuentra localizado en la parte sur del territorio Colombiano en el Departamento del Cauca, en las siguientes geo-referencias:
Punto Norte: Vereda El Pilón en la confluencia de los ríos Patía y San Jorge
N 708.069,06 E 986.444,44.
Punto Oriente: Vereda El Jardín en límites de las veredas Villamaría y el Jardín
N 690.299,25 E1.006.960,87.
Punto Occidente: Vereda Alto de Mayo confluencia de los ríos Mayo y Patía 
N 677.696,88 E 971.823,06.
Punto Sur: Vereda Pénjamo sobre el río Mayo N 675.013,50 E 981.573,38.
El Sistema de Coordenadas está referido al origen Occidente, con coordenadas Geográficas 4°35’56.57’’ de Latitud Norte y 77°04’51.30’’ de Longitud Occidental, al cual se le asignaron las coordenadas planas 1 000 000 m E 1 000 000 m N respectivamente.
Los límites geográficos del municipio de Mercaderes son: con Nariño, desde la Unión del río Mayo con el Patía, hasta la unión del río Guachicono con el municipio de Bolívar. Desde la afluencia del río Guachicono en el río Patía, siguiendo el curso, hasta encontrar el río San Jorge; por este arriba hasta el río Sambingo, hasta la afluencia de la quebrada de Peña Blanca; por esta a la cuchilla del Guineal, siguiendo por el lomo de esta a la parte más alta del Cerro del Helechal, y de aquí encontrar el nacimiento del arroyo Agua-amarilla; por este al río Hato Viejo; siguiendo su curso hasta encontrar la quebrada La Cotuda. Por el oriente, con el Distrito de San Pablo Nariño desde la afluencia de la quebrada La Cotuda en el río Hato Viejo, quebrada arriba a su nacimiento en la montaña Bateros; continuando su cima en dirección al occidente, hasta encontrar a Cerro de Piedra. Por éste hasta el origen de la quebrada El Almorzadero; por el curso de esta hasta su unión con el río Mayo, donde esta toma el nombre de El Cajón; por el sur y suroeste, lindando así mismo con Nariño, desde la desembocadura de la quebrada de El Cajón en el Macho, bajando hasta su unión con el Patía, punto de partida. 
Según la ordenanza número 001 del 4 de enero de 1993, se crea el municipio de Florencia, territorio que se segrega del municipio de Mercaderes del cual hacía parte como corregimiento.

## Linderos generales del Municipio de Mercaderes
ORIENTE: Municipio de Bolívar 
NORTE: Municipios de Patía y Balboa
OCCIDENTE: Departamento de Nariño Municipios de Leyva y El Rosario
SUR: Municipio de Florencia y Departamento de Nariño. Municipios de Taminango, San Lorenzo y La Unión
Extensión total: 641.09 km2  (kilómetros cuadrados)
Altitud de la cabecera municipal: 1167 m s. n. m. (metros sobre el nivel del mar)
Temperatura media: 22 °C (grados Celsius)

## Fechas especiales
31 de diciembre y 1° de enero.
Marzo o abril Semana Santa.
20 de julio Ferias Ganaderas
24 y 25 de diciembre, Navidad.
3, 4, 5 y 6 de enero carnavales de blancos y negros.